# Rafael Fernández Inzunza
Rafael Eduardo Fernández Inzunza (Culiacán, 5 agosto 2000) è un calciatore messicano, difensore del Club Tijuana.

## Caratteristiche tecniche
È un difensore centralche che può essere impiegato anche da terzino destro.

## Carriera

### Club
Ha iniziato a giocare a calcio nel settore giovanile dell'Atlas per poi passare al Querétaro nel 2018. Ha debuttato in prima squadra il 3 ottobre 2019 nell'incontro di Copa MX vinto 2-1 contro i Mineros de Zacatecas. Nel 2020 è passato in prestito al Dorados, e nell'estate successiva è andato con la stessa formula al Petroleros SJR.
Rientrato al Querétaro, nel 2022 è stato promosso stabilmente in prima squadra ed il 12 agosto ha debuttato in Liga MX nell'incontro pareggiato 1-1 contro l'Atlético San Luis. Il 30 marzo 2023 ha segnato il suo primo gol in carriera, contro il Cruz Azul.
Il 24 giugno 2023 è stato acquistato a titolo definitivo al Club Tijuana.

### Nazionale
Nel 2023 con la nazionale messicana Under-23 ha vinto la medaglia di bronzo agli XIX Giochi panamericani.

## Statistiche

### Presenze e reti nei club
Statistiche aggiornate al 28 marzo 2025.
| Stagione         | Squadra          | Campionato       | Campionato | Campionato | Coppe nazionali | Coppe nazionali | Coppe nazionali | Coppe continentali | Coppe continentali | Coppe continentali | Altre coppe | Altre coppe | Altre coppe | Totale | Totale | Totale |
| Stagione         | Squadra          | Comp             | Pres       | Reti       | Comp            | Pres            | Reti            | Comp               | Pres               | Reti               | Comp        | Pres        | Reti        | Pres   | Reti   |        |
| ---------------- | ---------------- | ---------------- | ---------- | ---------- | --------------- | --------------- | --------------- | ------------------ | ------------------ | ------------------ | ----------- | ----------- | ----------- | ------ | ------ | ------ |
| 2019-2020        | Querétaro        | LMX              | 0          | 0          | CM              | 3               | 0               | -                  | -                  | -                  | -           | -           | -           | 3      | 0      |        |
| 2020-2021        | Dorados          | EMX              | 5          | 0          | -               | -               | -               | -                  | -                  | -                  | -           | -           | -           | 5      | 0      |        |
| 2022-2023        | Querétaro        | LMX              | 18         | 1          | -               | -               | -               | -                  | -                  | -                  | -           | -           | -           | 18     | 1      |        |
| Totale Querétaro | Totale Querétaro | Totale Querétaro | 18         | 1          |                 | 3               | 0               |                    | -                  | -                  |             | -           | -           | 21     | 1      |        |
| 2023-2024        | Club Tijuana     | LMX              | 23         | 0          | -               | -               | -               | -                  | -                  | -                  | LC          | 2           | 0           | 25     | 0      |        |
| 2024-2025        | Club Tijuana     | LMX              | 26         | 0          | -               | -               | -               | -                  | -                  | -                  | LC          | 2           | 0           | 27     | 0      |        |
| Totale carriera  | Totale carriera  | Totale carriera  | 72         | 1          |                 | 3               | 0               |                    | -                  | -                  |             | 4           | 0           | 79     | 1      |        |